# Serbia centrale

Localizzazione della Serbia centrale

La Serbia centrale (in serbo Централна Србија?, Centralna Srbija) è una regione geografica che identifica il territorio serbo non appartenente alle due province autonome del Kosovo e della Voivodina. A differenza di queste, non è una suddivisione amministrativa e non dispone di un governo regionale.

## Storia

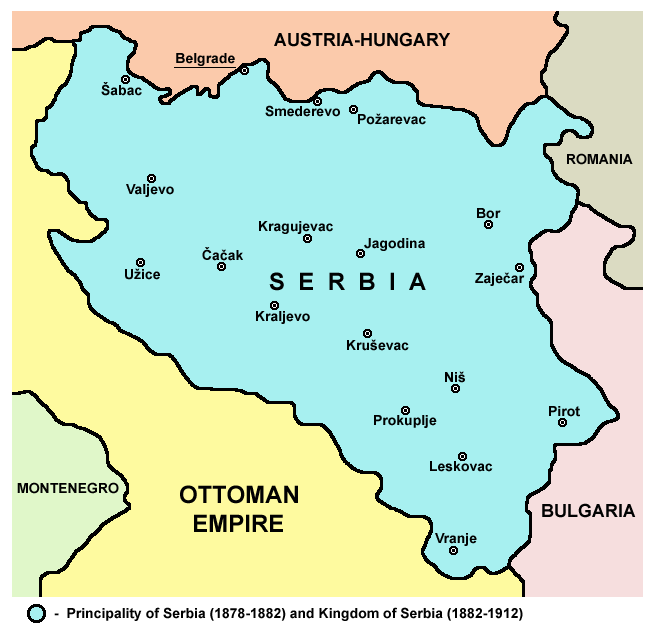
Confini della Serbia nel 1878, simili ai confini della successiva Serbia centrale

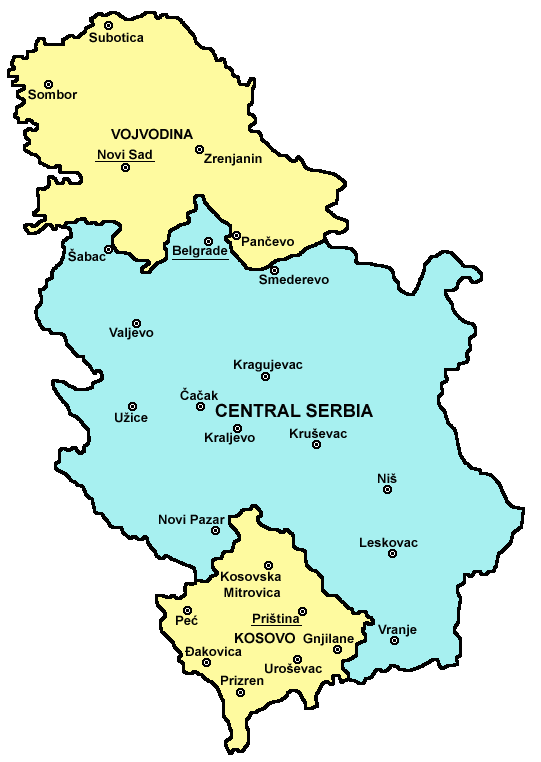
Divisione amministrativa della Serbia prima del 2009

Viminacium (l'odierna Kostolac) fu la capitale della provincia Romana della Mesia Superiore dal II secolo. Dopo la caduta dell'Impero Romano, furono diversi gli stati serbi medievali localizzati nel territorio odierno della Serbia centrale: Vecchia Rascia (capitale di Rascia), Debrc e Belgrado (la capitale del Regno di Sirmia di Stefan Dragutin), Kruševac (capitale dello Stato di Lazar Hrebeljanović), e Smederevo.
Dopo la caduta di Smederevo, conquistata dall'Impero ottomano nel XV secolo, venne creata l'unità amministrativa turca del sangiaccato di Smederevo con centro proprio nella città di Smederevo. Successivamente, la capitale venne trasferita a Belgrado e il territorio venne rinominato pascialato di Belgrado, rimanendo sotto controllo Ottomano per tre secoli.
Tra il 1718 e il 1739 la regione fu sotto il controllo degli Asburgo, e dopo la Prima rivolta serba del 1804 divenne uno stato indipendente con il nome di Serbia. Riconquistata dagli Ottomani nel 1813, dopo la seconda rivolta serba (1815-1817) venne istituito il Principato di Serbia, sempre comunque appartenente all'Impero ottomano. Solamente nel 1878, con il Congresso di Berlino, la Serbia e il vicino Montenegro vennero riconosciuti di fatto indipendenti. Le due Guerre Balcaniche (1912-13) segnarono il tramonto di ogni influenza turca sulla Penisola Balcanica. L'Impero Ottomano venne ricacciato sullo stretto del Bosforo e nei Balcani si rafforzarono i giovani stati nazionali (Serbia, Montenegro, Bulgaria, Romania, Grecia), mentre anche l'Albania ottenne l'indipendenza.
Al termine della prima guerra mondiale, il 1º dicembre 1918 si formò lo Regno dei Serbi, dei Croati e degli Sloveni, attraverso l'unione del Regno di Serbia, del Montenegro e dello Stato degli Sloveni, dei Croati e dei Serbi.
Tra il 1941 e il 1944, il territorio dell'odierna Serbia centrale venne occupato dalle truppe della Wehrmacht, e venne creato uno stato fantoccio che comprendeva la Serbia centrale, il Banato e la parte settentrionale del Kosovo. La parte meridionale della Serbia centrale venne invece occupata dalla Bulgaria, mentre la zona sud-ovest venne occupata dal Regno d'Italia, inglobandolo nel Montenegro.
L'occupazione da parte delle Potenze dell'Asse terminò nel 1944, e venne creata la Repubblica Democratica di Serbia che venne inglobata nella nuova Repubblica Socialista Federale di Jugoslavia. Nel 1945, la provincia autonoma della Voivodina e la regione autonoma del Cossovo e Metochia vennero incorporate nella Serbia, e la zona della Serbia centrale prese il nome di "Uža Srbija", termine che all'inizio degli anni novanta venne sostituito con il nuovo termine di "Centralna Srbija" che viene attualmente utilizzato in tutte le pubblicazioni ufficiali del governo Serbo.

## Suddivisione amministrativa

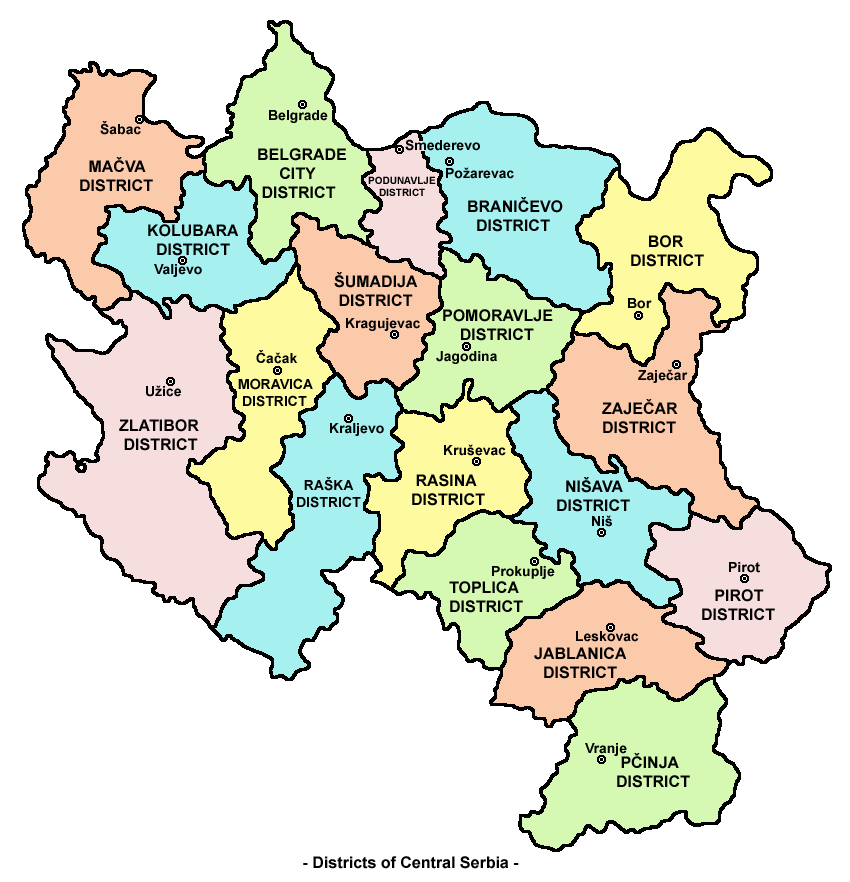
Circondari della Serbia centrale

Il territorio della Serbia centrale si suddivide in 17 distretti, oltre alla città di Belgrado, ognuno dei quali a sua volta si suddivide in municipalità.

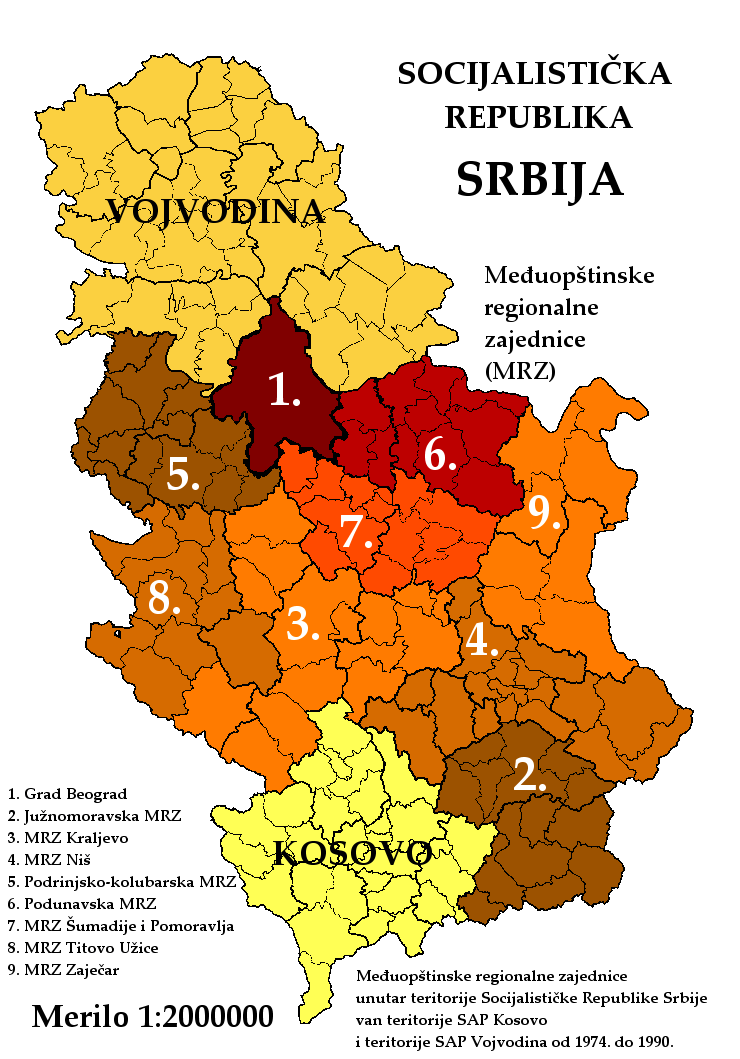
Divisione amministrativa della Serbia centrale, 1974-1990

La Serbia Centrale si suddivide in tre regioni statistiche:
- Belgrado
- Šumadija e Serbia occidentale
- Serbia meridionale e Serbia orientale

| Distretto                      | Superficie rea (km²) | Abitanti (2011) | Capoluogo  |
| Belgrado                       | Belgrado             | Belgrado        | Belgrado   |
| ------------------------------ | -------------------- | --------------- | ---------- |
| Belgrado                       | 3,227                | 1,659,440       | Belgrado   |
| Šumadija e Serbia occidentale  |                      |                 |            |
| Mačva                          | 3,264                | 298,931         | Šabac      |
| Kolubara                       | 2,474                | 174,513         | Valjevo    |
| Moravica                       | 3,016                | 212,603         | Čačak      |
| Zlatibor                       | 6,142                | 286,549         | Užice      |
| Šumadija                       | 2,387                | 293,308         | Kragujevac |
| Pomoravlje                     | 2,614                | 214,536         | Jagodina   |
| Raška                          | 3,922                | 309,258         | Kraljevo   |
| Rasina                         | 2,664                | 273,247         | Kruševac   |
| Serbia meridionale e orientale |                      |                 |            |
| Podunavlje                     | 1,250                | 199,395         | Smederevo  |
| Braničevo                      | 3,865                | 183,625         | Požarevac  |
| Bor                            | 3,510                | 124,992         | Bor        |
| Zaječar                        | 3,623                | 119,967         | Zaječar    |
| Nišava                         | 2,727                | 376,319         | Niš        |
| Pirot                          | 2,761                | 92,479          | Pirot      |
| Toplica                        | 2,229                | 91,754          | Prokuplje  |
| Jablanica                      | 2,770                | 216,304         | Leskovac   |
| Pčinja                         | 3,520                | 159,081         | Vranje     |

## Città
La Serbia centrale comprende la gran parte delle principali, e più popolose, città dello Stato:
- Belgrado = 1.280.600
- Niš = 173.400
- Kragujevac = 146.000
- Leskovac = 94.758
- Čačak = 73.200
- Smederevo = 62.700
- Valjevo = 61.400
- Kraljevo = 57.800
- Kruševac = 57.400
- Užice = 55.000
- Vranje = 55.000
- Šabac = 54.800
- Novi Pazar = 54.600

## Società

### Evoluzione demografica
Gruppi etnici della Serbia centrale secondo il censimento del 2011:
- Serbi: 4,698,515 (89.4%)
- Bosgnacchi: 135,670 (2.7%)
- Romanì: 105,213 (2%)
- Albanesi: ~50,000 (0.9%) - stima[1]
- Valacchi di Serbia: 35,160 (0.6%)
- Musulmano: 18,941 (0.3%)
- Bulgari: 17,054 (0.3%)
- Montenegrini: 16,386 (0.3%)
- Croati: 10,867 (0.2%)
- jugoslavi: 10,587 (0.2%)

Nel 2011 la maggior parte dei comuni della Serbia centrale avevano una maggioranza etnica serba, tre comuni (Novi Pazar, Tutin, e Sjenica) la maggioranza era bosgnacca, due comuni (Bujanovac e Preševo) avevano una maggioranza albanese e due comuni (Bosilegrad e Dimitrovgrad) viveva una maggioranza bulgara.

## Politica

Regioni statistiche della Serbia dal 2010 (incluso il Kosovo, rivendicato dalla Serbia).

Sebbene la Serbia centrale non sia una suddivisione amministrativa statale, negli ultimi anni diversi movimenti autonomistici locali, nati nella Šumadija, nel Sangiaccato e a Niš, stanno spingendo per la costituzione di nuove realtà amministrative.
Anche alcuni partiti politici in Serbia (in particolare il Partito Democratico Serbo e la Coalizione della regione di Sumadija) hanno proposto la creazione di nuove unità amministrative:
- Šumadija (capoluogo: Kragujevac)
- Podunavlje (capoluogo: Niš)
- Podrinje (capoluogo: Užice)
- Belgrado città-regione

## Cultura
La Serbia centrale è ricca di monumenti, la gran parte dei quali resti della colonizzazione romana, a Gamzigrad, Viminacium, Mediana.
Sono presenti anche importanti fortezze medievali, come quella di Kalemegdan a Belgrado, di Smederevo, di Golubac, e di Fetislam presso Kladovo. Da sottolineare, sempre di epoca medievale, le chiese e monasteri sparsi in tutta la regione, ma di particolare rilevanza quelli di Đurđevi Stupovi, Studenica, Sopoćani, Žiča.